# W. Dan Bruton
| Entdeckte Asteroiden: 5                                                        | Entdeckte Asteroiden: 5 | Entdeckte Asteroiden: 5 |
| ------------------------------------------------------------------------------ | ----------------------- | ----------------------- |
| Nummer und Name                                                                | Entdeckungsdatum        |                         |
| (34611) Nacogdoches                                                            | 25. Oktober 2000        | [1]                     |
| (36037) Linenschmidt                                                           | 13. August 1999         | [2]                     |
| (66671) Sfasu                                                                  | 15. Oktober 1999        | [3]                     |
| [1] mit Ryan M. Williams [2] mit Carlton F. Stewart [3] mit Michael L. Johnson |                         |                         |

W. Dan Bruton (* 26. September 1967) ist ein US-amerikanischer Astronom und Asteroidenentdecker. Er ist Dozent an der Stephen F. Austin State University in Texas und leitet dort den Fachbereich für Physik und Astronomie.
Im Rahmen seiner Studien entdeckte er zwischen 1999 und 2000 zusammen mit seinen Studenten insgesamt 5 Asteroiden.